# Garth Pier

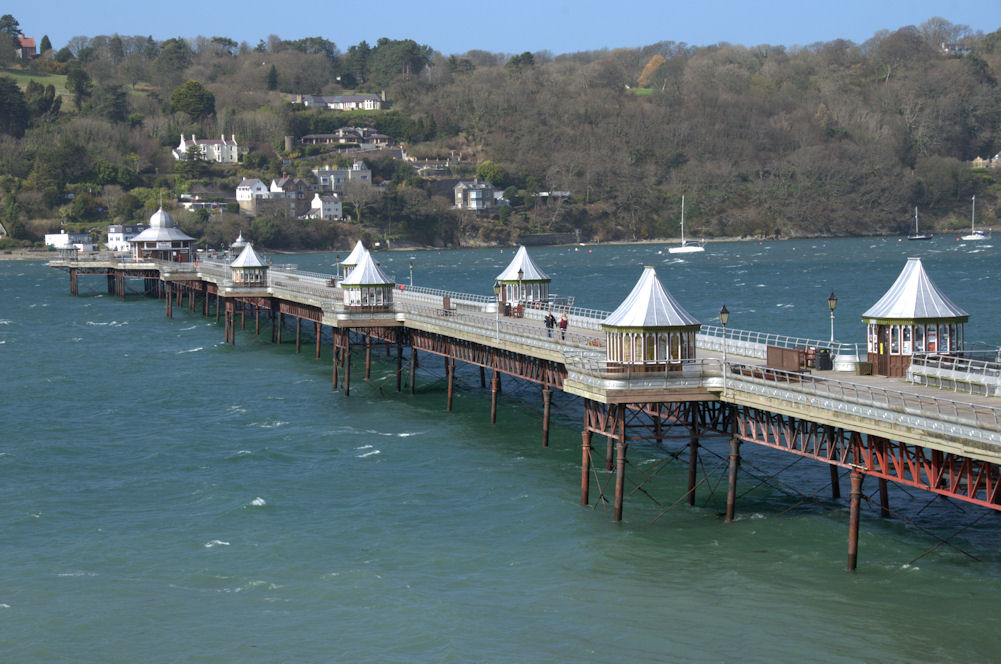
Garth Pier

Der Garth Pier ist eine Seebrücke in Bangor, Wales. Das Bauwerk ist 460 m lang und nach dem Llandudno Pier der zweitlängste Pier an der walisischen Küste. Er wurde 1896 eröffnet und steht heute unter Denkmalschutz (Grade II*).

## Lage, Beschreibung und Architektur
Der Pier befindet sich im Norden von Bangor am nördlichen Ausläufer der Meerenge Menai Strait. Das von John James Webster (1845–1914) entworfene Bauwerk im viktorianischen Stil ist 1550 Fuß (460 Meter) lang und ca. 4 bis 5 Meter breit. Am Rande des Brückensteges befinden sich in gleichem Abstand voneinander auf jeder Seite drei oktogonale Pavillons, in denen jeweils ein Kiosk untergebracht ist. Den Abschluss bildet ein ebenfalls achteckiges größeres Gebäude, welches eine Teestube beherbergt.
Den Eingangsbereich zieren ebenfalls zwei Pavillons, in denen auch Kiosks untergebracht sind und ein großes weißes gusseisernes Eingangstor mit Laternen.
Der Brückensteg ist eine reine Stahlfachwerkkonstruktion mit gusseisernen Säulen, die in den Erdboden getrieben wurden und mit Stahlseilen abgespannt sind. Der Stegboden besteht aus massiven Holzbrettern, das geschwungene Geländer ist aus Gusseisen.
An diesem sind zusätzlich Laternen angebracht, die früher für die Vergnügungs- und Ausflugsdampfer bestimmt waren. Heute werden sie insbesondere auch als Gestaltungs- und Beleuchtungselement genutzt.

## Geschichte
Nach seiner Fertigstellung wurde der Pier am 4. Mai 1896 von George Douglas-Pennant, 2. Baron Penrhyn, feierlich eröffnet.
Der Brückensteg ist Passanten vorbehalten, am hinteren Ende legten Ausflugs- und Vergnügungsschiffe der Liverpool and North Wales Steamship Company an, die von Bangor nach Blackpool, Liverpool und nach Douglas auf der benachbarten Insel Isle of Man fuhren.
Im Jahr 1914 rammte der Frachtdampfer SS Christina nachts aufgrund schlechter Sicht den Anlegeponton. Es entstand ein Sachschaden von mehreren Tausend Pfund. Der entstandene Schaden sollte von der britischen Organisation Royal Engineers behoben werden, da diese aber im Ersten Weltkrieg eingesetzt wurde, zog sich die Reparatur bis 1921 hin, wodurch sich der Schaden noch vergrößerte. Der Pier musste daraufhin für geraume Zeit geschlossen werden.
1971 wurde der Garth Pier aus sicherheitstechnischen Gründen erneut geschlossen. Das Arfon Borough Council entschied 1974, die Brücke abzureißen, was jedoch heftigen Protest in der Bevölkerung auslöste und später wieder verworfen wurde.
1982 wurde der Pier aufgrund anfälliger Renovierungsarbeiten ein drittes Mal gesperrt. Nach sechs Jahren konnte er am 7. Mai 1988 der
Öffentlichkeit wieder zugänglich gemacht werden. Kosten für die Sanierung trug die National Heritage Memorial Fund, das Welsh Office und die Manpower Services Commission.

## Sonstiges
Aufgrund seiner Bedeutung ist der Garth Pier frei von Eintritt, es gibt jedoch seit einigen Jahren eine Honesty Box. In diese steckt jeder Passant 50 Pence ein. Das erworbene Geld wird für die Pflege und Instandhaltung des Landungstegs genutzt.
Bei Ebbe ist der Platz rund um den Pier ein Tummelplatz für Austernfischer, Rotschenkel, Brachvögel, Seidenreiher und Kormorane.
Entlang der Promenade nahe dem Pier gibt es Gedenkstätten für Kapitän Leslie Bonnet und die Schriftstellerin Joan Hutt, zusätzlich wird Nachtangeln mit Vorbuchung bis 21 Uhr angeboten.